# Петко Огойски
Петко Георгиев Михайлов-Огойски е български писател и политик.

## Биография
Роден в село Огоя, Община Своге Софийска област на 1 ноември 1929 г. в местността Войкин дол. Произхожда от огойския род „Заяците“. Учи в родното си село, след което завършва гимназия в София.
През 1950 г. е осъден на 5 години затвор за „вражески стихове и заговорническа дейност“ която присъда изтърпява в разни затвори и в концлагера Белене. Следва в Историко-филологическия факултет на Софийския държавен университет, на което следване слага край повторно осъждане на две години през 1962 г.
Огойски е антикомунист.
Депутат от СДС (от квотата на БЗНС „Никола Петков“) в VII ВНС. Бил е главен редактор на в-к „Земеделско знаме“.
Член е на Съюза на българските писатели, на Съюза на българските журналисти, на Българското историческо дружество и на Съюза на краеведите в България.
Починал на 22 януари 2020 г. 

## Творчество
Още като ученик пише стихове, а по-късно и разкази, есета, статии и афоризми. Любовта към отечеството, към героичното минало на народа ни, както и нравствено-етичните проблеми са доминираща тема в творчеството му.
Книги:
- „Записки за българските страдания“, кн. 1,2,3.
- „Българска кръв“, изд. 1971 (стихотворения)
- „Шепа земя“, изд. 1971 (стихове и разкази)
- „Мургашка легенда“, изд. 1972 (поема)
- „През кривия плет“, изд. 1974 (шеговити миниатюри)
- „Шарени истории“, изд. 1975 (разкази)
- „Сто шила в торба", изд.1991 (весели миниатюри)

Сборници:
„Гласове“ и „Поетичен свитък“.